# Campanische Archipel

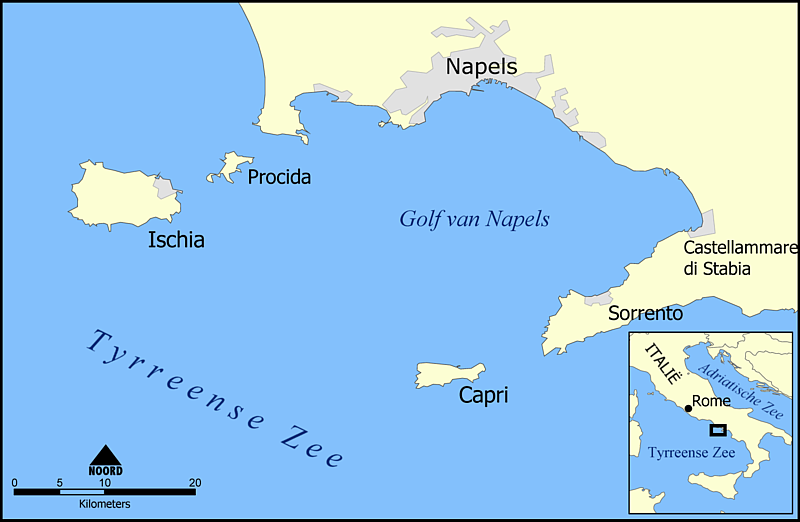
Ligging van de Campanische Archipel voor de Italiaanse kust

De Campanische, of Napolitaanse Archipel, (Italiaans: Arcipelago campano respectievelijk Arcipelago napolitano) is een archipel of eilandengroep in de Golf van Napels in de Tyrreense Zee.
Vroeger werd de Campanische Archipel gerekend tot de Partenopeïsche Eilanden (Ital.: Isole Partenopee), waartoe ook de Pontijnse Eilanden, Ponza en Ventotene behoorden. Tegenwoordig wordt gedacht dat deze eilanden tot verschillende eilandengroepen gerekend moeten worden.
Geologisch bestaat er nog wel een onderverdeling binnen de Campanische Archipel. De Flegreïsche Eilanden hebben namelijk een gemeenschappelijke vulkanische oorsprong, die afwijkt van de geologische oorsprong van het eiland Capri.
Tot de Campanische Archipel behoren de volgende eilanden:
- Ischia, met de gemeenten Ischia, Casamicciola Terme, Lacco Ameno, Forio, Serrara Fontana en Barano d'Ischia;
- Procida, met de gelijknamige gemeente;
- Vivara, behorend tot de gemeente Procida;
- Nisida, behorend tot de gemeente Napels;
- Capri, met de gemeenten Capri en Anacapri.